# Het vuur en de maagd
Het vuur en de maagd is een stripverhaal uit de reeks van De Rode Ridder. Het is geschreven door Martin Lodewijk en getekend door Claus Scholz. De eerste albumuitgave is in september 2006.
Het vuur en de maagd is het 3e deel in een verhaallijn die begint in De Judasgraal en verdergaat met Het zwaard van de maagd.
Het speelt zich af in de zomer van 1429. De maagd in het verhaal is Jeanne d'Arc.
Het verhaal werd expliciet voorgepubliceerd op de Website van De Rode Ridder.be met een halve pagina per dag vanaf 6 juli 2006.